# Зимняя салями

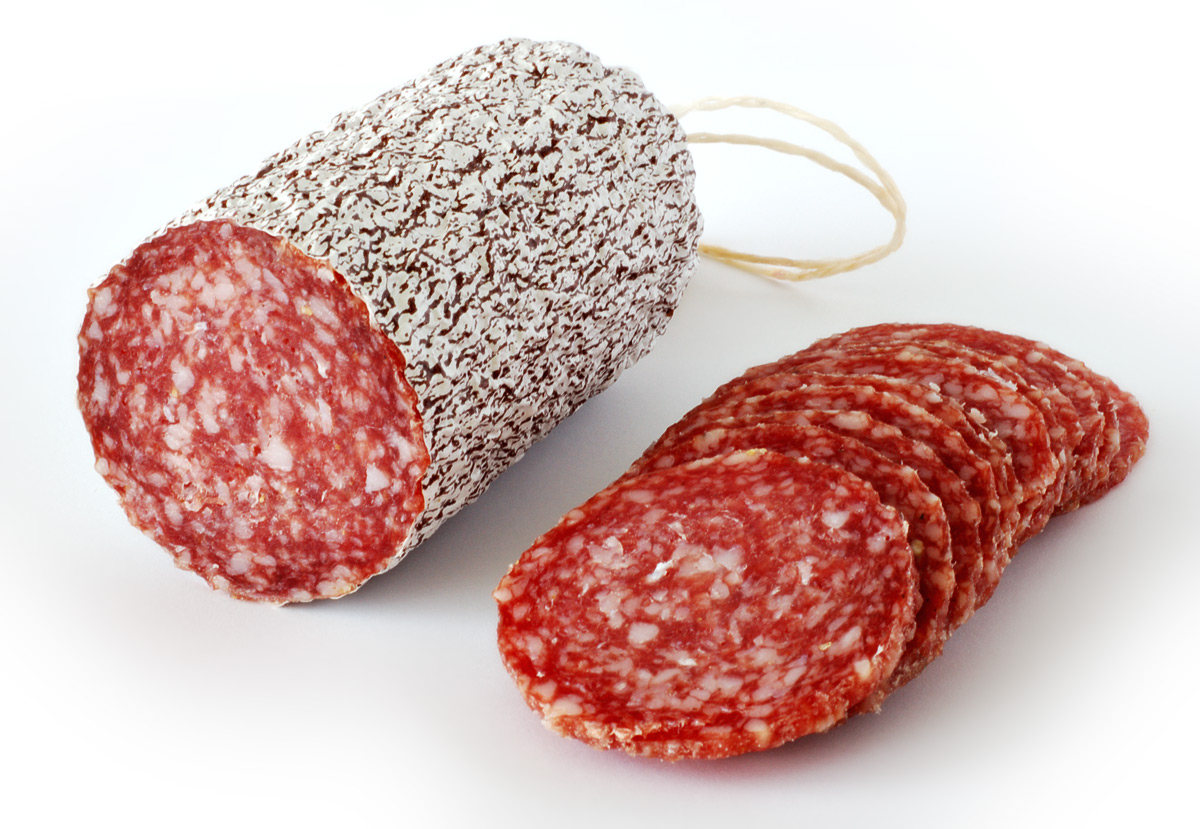
Белая салями

Белая салями (венг. téliszalámi) — разновидность венгерской салями. Изготавливается из мяса свиньи породы мангалица. Отличительной особенностью зимней салями является плесень Penicillium nalgiovense или Penicillium chrysogenum, вырастающая на кожуре в процессе созревания. В зимнюю салями во время приготовления часто добавляют белый перец или душистый перец.

## Разновидности
Существует два типа белой салями: будапештская салями и сегедская салями. Последняя в больших объёмах производится компанией Pick Szeged.
Сегедская салями получила статус PDO в 2007 году, а будапештская салями ― в 2009 году. Министерство сельского хозяйства и развития сельских районов Венгрии разработало множество стандартов приготовления сегедской салями.